# Holli
Ne doit pas être confondu avec Holi.
Les Holli (ou Hollidjè) sont une population du Bénin, apparentée aux Yoruba, vivant au sud de Kétou et à Pobè, à proximité de la frontière avec le Nigeria. Ils opposèrent une résistance farouche à l'administration coloniale française au Dahomey. Leur dernière insurrection eut lieu en 1915-1916. Elle fut réprimée et leur roi exilé en Mauritanie.